# 서울문영여자중학교
서울문영여자중학교(서울文英女子中學校)는 대한민국 서울특별시 관악구 봉천동에 있는 사립 중학교이다.

## 학교 연혁
- 1926년 4월 1일 : 실업학교령에 의거 청석골 80번지(현 종로구 인사동 11길)에서 경성여자상업학교 설립 인가 및 개교
- 1936년 9월 29일 : 강석 한규설 대감의 자제인 교주(校主) 소석 한양호 선생은 참된 여성 교육을 목표로 거액을 출연하여 학교법인 문영학원을 설립하고 홍제동 38번지(현 서대문구 통일로 26길) 무악재 중턱에 교사를 신축하여 교사를 이전하고 개교기념식을 거행, 우석 한학수 선생 제1대 이사장 취임
- 1951년 8월 31일 : 교육법 일부 개정으로 학제가 개편되어 서울여자상업고등학교와 서울문영여자중학교로 분리, 제1대 교장 김도태 선생 취임
- 1969년 3월 2일 : 교훈을 경애와 신의로 변경
- 1990년 5월 31일 : 학교법인 문영학원의 재도약을 위해 관악구 봉천동 1695번지(현 관악로 85) 일대의 부지를 매입, 신축 교사 기공식 거행
- 1991년 6월 28일 : 봉천동 신축교사가 준공되어 홍제동에서 이전
- 2010년 12월 7일 : 학교법인 문영학원 제5대 이사장 박종세 선생 취임
- 2022년 9월 1일 : 제17대 교장 장혜정 선생 취임
- 2023년 1월 17일 : 제72회 졸업식(졸업생 95명, 누계 27,402명)

## 참고 자료
- 서울문영여자중학교 - 한국교육학술정보원 학교알리미

## 근접한 학교
- 서울문영여자고등학교
- 서울여자상업고등학교